# Romance Vol. II (turnê)
Romance Volume II é a primeira turnê solo (e também peça de teatro musical e residência) da cantora e atriz Marisa Orth, que iniciou esse projeto com a advogada especializada em direito do entretenimento, Andréa Francez, e a atriz e diretora, Natália Barros. O show foi produzido pela empresa SUPERAMIGOS PRODUÇÕES.

## Sobre a Turnê
Para começar o musical, Marisa Orth e Andréa Francez escolheram o Dia dos Namorados, no dia 12 de Junho de 2008 em São Paulo, na casa de show Café Uranus (onde realizou os oito de seus primeiros espetáculos).
O espetáculo Romance Volume II mistura humor, música e improvisação em clima de cabaré.
No mesmo dia do 10º concerto na casa de show Tom Jazz (São Paulo), em 13 de Agosto de 2009, Marisa lançou Romance Vol. II, seu primeiro CD de trabalho. Como a turnê também é uma peça de teatro musical, Marisa Orth, entre uma música e outra, conversa, interage e brinca com seu público.
Em São Paulo, na casa de show Tom Jazz, no dia 17 de dezembro de 2009, encerrou com "46 apresentações", exatamente a idade de Marisa na época.[carece de fontes?]
O primeiro show de 2010, foi realizado no dia 18 de março, na Associação Leopoldina Juvenil, comemorando o Dia Internacional da Mulher. Em 12 de junho de 2010, Marisa Orth completou 2 anos com sua turnê.
Marisa Orth retornou a Curitiba com o show Romance Volume II e o "Guia Gazeta do Povo" levou um fã para assistir ao espetáculo de graça. A apresentação aconteceu dia 13 de agosto, no Teatro Positivo. Marisa também apresentou sua nova música de trabalho, intitulada "As Dores do Mundo", como quinto e último single.
Depois de percorrer o Brasil por três anos com o show "Romance Volume II", Marisa reestreia uma turnê renovada do espetáculo que mistura canções, causos e piadas. Com muitas novidades no repertório, ela faz uma curta temporada no Rio — uma apresentação na sexta-feira e outra no sábado, no Teatro Rival, na Cinelândia.
A turnê se encerraria em 7 de maio de 2011, em São Paulo, com um número de 61 apresentações de concertos durante toda a turnê. Porém, Marisa voltou no final de 2012 a apresentar seu espetáculo nos dias 27 e 28 de outubro, no "Teatro SESC Casa do Comércio", em Salvador (Bahia).[carece de fontes?]
Outra data aconteceu em frente ao "Edifício Copan", na cidade de São Paulo, onde também se apresentou no palco "Cabaret", no dia 19 de maio de 2013. O palco chamou a atenção do público da Virada Cultural 2013. Ela levou para a Virada uma versão enxuta do show "Romance Volume II".
O último show ocorreu no dia 27 de julho de 2013, em Caxambu, Minas Gerais, no "Festival Mundial de Circo", na tenda do circo do grupo La Minima, que tinha como seu integrante o ator Domingos Montagner , fechando o 70º show da turnê de 5 anos.

## Repertório
1. Intro
2. Minha Fama de Mau
3. The Best
4. Massagem For Men
5. Fruto Proibido
6. Você Não é Capaz (Why Don't You Do Right?)
7. Insanidade Temporária
8. Ciúme
9. Obsessão
10. Lama
11. Demais
12. Sofre
13. Light My Fire
14. I'm Not in Love
15. Amor
16. As Dores do Mundo
17. Encerramento

## Agenda(Datas)
| Data                   | Cidade         | Estado            | Local                             | Observação                       |
| ---------------------- | -------------- | ----------------- | --------------------------------- | -------------------------------- |
| Brasil                 |                |                   |                                   |                                  |
| 12 de Junho de 2008    | São Paulo      | São Paulo         | Café Uranus                       | Dia dos Namorados                |
| 19 de Junho de 2008    | São Paulo      | São Paulo         | Café Uranus                       | -                                |
| 26 de Junho de 2008    | São Paulo      | São Paulo         | Café Uranus                       | -                                |
| 3 de Julho de 2008     | São Paulo      | São Paulo         | Café Uranus                       | -                                |
| 10 de Julho de 2008    | São Paulo      | São Paulo         | Café Uranus                       | -                                |
| 17 de Julho de 2008    | São Paulo      | São Paulo         | Café Uranus                       | -                                |
| 24 de Julho de 2008    | São Paulo      | São Paulo         | Café Uranus                       | -                                |
| 31 de Julho de 2008    | São Paulo      | São Paulo         | Café Uranus                       | -                                |
| 5 de Março de 2009     | São Paulo      | São Paulo         | Tom Jazz                          | -                                |
| 12 de Março de 2009    | São Paulo      | São Paulo         | Tom Jazz                          | -                                |
| 19 de Março de 2009    | São Paulo      | São Paulo         | Tom Jazz                          | -                                |
| 21 de Março de 2009    | Paulínia       | São Paulo         | Teatro Municipal De Paulínia      | -                                |
| 23 de Março de 2009    | Curitiba       | Paraná            | Teatro Positivo                   | Festival De Curitiba             |
| 26 de Março de 2009    | São Paulo      | São Paulo         | Tom Jazz                          | -                                |
| 2 de Abril de 2009     | São Paulo      | São Paulo         | Tom Jazz                          | -                                |
| 4 de Abril de 2009     | Piracicaba     | São Paulo         | Teatro Municipal Dr. Losso Netto  | -                                |
| 5 de Abril de 2009     | Piracicaba     | São Paulo         | Teatro Municipal Dr. Losso Netto  | -                                |
| 9 de Abril de 2009     | São Paulo      | São Paulo         | Tom Jazz                          | -                                |
| 16 de Abril de 2009    | São Paulo      | São Paulo         | Tom Jazz                          | -                                |
| 23 de Abril de 2009    | São Paulo      | São Paulo         | Tom Jazz                          | -                                |
| 30 de Abril de 2009    | São Paulo      | São Paulo         | Tom Jazz                          | -                                |
| 21 de Maio de 2009     | Rio de Janeiro | Rio de Janeiro    | Teatro Rival BR                   | -                                |
| 22 de Maio de 2009     | Rio de Janeiro | Rio de Janeiro    | Teatro Rival BR                   | -                                |
| 23 de Maio de 2009     | Rio de Janeiro | Rio de Janeiro    | Teatro Rival BR                   | -                                |
| 24 de Maio de 2009     | Rio de Janeiro | Rio de Janeiro    | Teatro Rival BR                   | -                                |
| 20 de Junho de 2009    | Santos         | São Paulo         | Teatro Coliseu                    | -                                |
| 27 de Junho de 2009    | Campinas       | São Paulo         | -                                 | Show Fechado                     |
| 22 de Julho de 2009    | São Paulo      | São Paulo         | Teatro Do Sesi                    | -                                |
| 24 de Julho de 2009    | Petrópolis     | Rio de Janeiro    | Sesc Petrópolis                   | Festival De Inverno              |
| 25 de Julho de 2009    | Teresópolis    | Rio de Janeiro    | Sesc Teresópolis                  | Festival De Inverno              |
| 13 de Agosto de 2009   | São Paulo      | São Paulo         | Tom Jazz                          | Lançamento do CD Romance Vol. II |
| 20 de Agosto de 2009   | São Paulo      | São Paulo         | Tom Jazz                          | -                                |
| 27 de Agosto de 2009   | São Paulo      | São Paulo         | Tom Jazz                          | -                                |
| 3 de Setembro de 2009  | São Paulo      | São Paulo         | Tom Jazz                          | -                                |
| 10 de Setembro de 2009 | São Paulo      | São Paulo         | Tom Jazz                          | -                                |
| 17 de Setembro de 2009 | São Paulo      | São Paulo         | Tom Jazz                          | -                                |
| 25 de Setembro de 2009 | Rio de Janeiro | Rio de Janeiro    | Teatro Rival BR                   | -                                |
| 26 de Setembro de 2009 | Rio de Janeiro | Rio de Janeiro    | Teatro Rival BR                   | -                                |
| 27 de Setembro de 2009 | Rio de Janeiro | Rio de Janeiro    | Teatro Rival BR                   | -                                |
| 10 de Outubro de 2009  | Paraty         | Rio de Janeiro    | Santa Trindade                    | Festival De Paraty               |
| 16 de Outubro de 2009  | São Paulo      | São Paulo         | Fnac Paulista                     | Pocket Show                      |
| 5 de Novembro de 2009  | Ribeirão Preto | São Paulo         | Fnac Riberirão Preto              | Show Fechado                     |
| 1º de Dezembro de 2009 | São Paulo      | São Paulo         | Sesc Pompéia                      | Show-Homenagem SubaConnection    |
| 2 de Dezembro de 2009  | São Paulo      | São Paulo         | Baretto                           | Gant Sessions (Show Fechado)     |
| 8 de Dezembro de 2009  | Porto Alegre   | Rio Grande do Sul | Teatro São Pedro                  | -                                |
| 17 de Dezembro de 2009 | São Paulo      | São Paulo         | Tom Jazz                          | Show Fechado                     |
| 18 de Março de 2010    | Porto Alegre   | Rio Grande do Sul | Associação Leopoldina Juvenil     | Dia Internacional da Mulher      |
| 13 de Agosto de 2010   | Curitiba       | Paraná            | Teatro Positivo                   | 1 ano do lançamento do CD        |
| 18 de Agosto de 2010   | São Paulo      | São Paulo         | Estúdio EMME                      | -                                |
| 25 de Agosto de 2010   | São Paulo      | São Paulo         | Estúdio EMME                      | -                                |
| 1º de Setembro de 2010 | São Paulo      | São Paulo         | Estúdio EMME                      | -                                |
| 3 de Setembro de 2010  | Rio de Janeiro | Rio de Janeiro    | Teatro Rival Petrobras            | -                                |
| 4 de Setembro de 2010  | Rio de Janeiro | Rio de Janeiro    | Teatro Rival Petrobras            | -                                |
| 8 de Setembro de 2010  | São Paulo      | São Paulo         | Estúdio EMME                      | -                                |
| 15 de Setembro de 2010 | São Paulo      | São Paulo         | Estúdio EMME                      | -                                |
| 11 de Novembro de 2010 | São Paulo      | São Paulo         | Estúdio EMME                      | -                                |
| 18 de Novembro de 2010 | São Paulo      | São Paulo         | Estúdio EMME                      | -                                |
| 20 de Novembro de 2010 | Belo Horizonte | Minas Gerais      | Palácio das Artes (Grande Teatro) | -                                |
| 21 de Novembro de 2010 | Nova Lima      | Minas Gerais      | Teatro Nova Lima                  | -                                |
| 25 de Novembro de 2010 | São Paulo      | São Paulo         | Estúdio EMME                      | -                                |
| 7 de Janeiro de 2011   | Curitiba       | Paraná            | Teatro Positivo                   | -                                |
| 20 de Março de 2011    | São Paulo      | São Paulo         | CÉU Paraisópolis                  | -                                |
| 7 de Maio de 2011      | João Pessoa    | Paraíba           | -                                 | -                                |
| 8 de Maio de 2011      | Campina Grande | Paraíba           | -                                 | -                                |
| 7 de Outubro de 2011   | Campina Grande | Rio de Janeiro    | Teatro Rival                      | -                                |
| 8 de Outubro de 2011   | Campina Grande | Rio de Janeiro    | Teatro Rival                      | -                                |
| 27 de Outubro de 2012  | Salvador       | Bahia             | Teatro SESC Casa do Comércio      | -                                |
| 28 de Outubro de 2012  | Salvador       | Bahia             | Teatro SESC Casa do Comércio      | -                                |
| 19 de Maio de 2013     | São Paulo      | São Paulo         | Avenida Ipiranga                  | Virada Cultural 2013             |
| 27 de Julho de 2013    | Caxambu        | Minas Gerais      | -                                 | Festival Mundial de Circo        |
| Turnê Encerrada        |                |                   |                                   |                                  |

### Pockets em Programas de TV
| Data                  | Cidade         | Estado         | Programa          | Canal      |
| --------------------- | -------------- | -------------- | ----------------- | ---------- |
| Brasil                |                |                |                   |            |
| 2009                  | Rio de Janeiro | Rio de Janeiro | Saia Justa        | GNT        |
| 21 de Março de 2009   | São Paulo      | São Paulo      | Altas Horas       | Rede Globo |
| 2 de Setembro de 2010 | São Paulo      | São Paulo      | Todo Seu          | TV Gazeta  |
| 5 de Dezembro de 2010 | Rio de Janeiro | Rio de Janeiro | S.O.S. Emergência | Rede Globo |
| 14 de Agosto de 2012  | São Paulo      | São Paulo      | Todo Seu          | TV Gazeta  |

## Segunda Parte
No final de 2014, Marisa Orth voltou com o Romance Volume III – "Agora Vai!", que apresenta uma abordagem um pouco mais "a fundo" do que a montagem anterior, passando pela leveza do namoro até os relacionamentos mais profundos, como casamentos, noivados e amizades de longa data. O título sugere que todos os conflitos amorosos são únicos, mas quando olhados de longe são absolutamente iguais. Além disso, espera comunicar como o tema do casamento é atualmente  tratado pelas pessoas, volume três, pois o primeiro e o segundo romance já não deram certo.

## Terceira Parte
Em 2016, Marisa Orth iniciou Romance, terceira parte de sua turnê, a qual deu origem ao álbum Romance Vol. II (2009). A montagem passa pela leveza do namoro até os relacionamentos mais profundos, como casamentos, noivados e amizades de longa data. O título sugere que todos os conflitos amorosos são únicos, mas quando olhados de longe são absolutamente iguais. Além disso, espera comunicar como o tema do casamento é atualmente tratado pelas pessoas.
Em 12 de junho de 2018, Marisa se apresentara na Casa Natura Musical, com o especial "Romance Melhores Momentos", em celebração dos 10 (dez) anos do concerto.